# Summacanthium storki
Espèce
Summacanthium storki est une espèce d'araignées aranéomorphes de la famille des Cheiracanthiidae.

## Distribution
Cette espèce est endémique de Sulawesi en Indonésie. Elle se rencontre dans le parc national Bogani Nani Wartabone.

## Description
Le mâle holotype mesure 3,50 mm et la femelle paratype 3,75 mm.

## Étymologie
Cette espèce est nommée en l'honneur de Nigel Stork.

## Publication originale
- Deeleman-Reinhold, 2001 : Forest spiders of South East Asia: with a revision of the sac and ground spiders (Araneae: Clubionidae, Corinnidae, Liocranidae, Gnaphosidae, Prodidomidae and Trochanterriidae. Brill, Leiden, p. 1-591.